# Louis François de Boufflers
Pour les articles homonymes, voir Boufflers.
Pour les autres membres de la famille, voir Famille de Boufflers.
Louis-François de Boufflers, duc de Boufflers, né le 10 janvier 1644 à Caigny et mort le 22 août 1711 à Fontainebleau, est un militaire français. Il est élevé à la dignité de maréchal de France en 1693, puis fait duc et pair de France en 1708.

## Biographie

### Origines et jeunesse
Louis-François de Boufflers est issu de la famille de Boufflers, une famille noble de Picardie dont l'origine remonte au XIIe siècle. Formé à l'école des Condé et des Turenne, il se distingue en tant que colonel général des dragons durant la guerre de Hollande (1672-1678).
Il se marie avec Catherine Charlotte de Gramont (1669 - 1739), fille d'Antoine-Charles de Gramont, duc de Gramont, et de Marie Charlotte de Castelnau. tous deux ont plusieurs enfants, parmi lesquels Joseph Marie de Boufflers ; Charlotte-Julie de Boufflers, abbesse d'Avenay.

### Carrière militaire
Il est gouverneur militaire de la province de Trois-Évêchés. En décembre 1687, il vient à Metz mettre de l’ordre. Il rend public le jardin Boufflers.

#### Guerre de la Ligue d'Augsbourg
Il prend la forteresse de Mayence le 15 octobre 1688, malgré les nouvelles fortifications érigées par l’archevêque et prince-électeur Anselm Franz von Ingelheim. Il contribue en 1690 à la victoire de Fleurus. En 1692, il succède au duc de La Feuillade à la tête des Gardes-Françaises. Il prend Furnes en 1693. Il est nommé maréchal de France en 1693 et son comté de Caigny, près de Beauvais, est érigé en duché l'année suivante.
En 1695, il est chargé de la défense de Namur assiégée par Guillaume d'Orange. Les Français, retranchés dans la citadelle fortifiée par Vauban, se rendent aux assiégeants le 5 septembre après deux mois de combats et de lourdes pertes de part et d'autre.

#### Guerre de Succession d'Espagne
Il commande l'armée des Flandres en 1702. Durant la guerre de Succession d'Espagne, il commande l'armée française aux Pays-Bas espagnols. Il vainc les Hollandais à la bataille de Nimègue (en), durant la guerre de Succession d'Espagne mais est repoussé ensuite par le duc de Marlborough. En 1704, il commande les Gardes du corps du roi. Dans les circonstances difficiles qui suivent la déroute d'Audenarde, il défend Lille en 1708 contre le prince Eugène de Savoie et dirige d'une main de maître la retraite qui conclut la sanglante bataille de Malplaquet en 1709 en remplacement du maréchal de Villars, blessé au combat.
Le retour du maréchal de Boufflers à la cour de Versailles à la suite de la chute de Lille (automne 1708) a fourni au duc de Saint Simon la matière d'un parallèle cinglant entre le duc de Vendôme, toujours imbu de lui-même après la défaite d'Audenarde qu'il avait reçue malgré une supériorité numérique et une avance considérable sur l'ennemi, et les excuses du maréchal de Boufflers au roi, alors qu'il venait de soutenir un siège désespéré pendant plusieurs mois et s'était retiré avec les honneurs.
Il est inhumé le 26 août 1711 dans l'église Saint-Paul de Paris, où sa sépulture n'est plus visible. Son cénotaphe, attribué à François Girardon (profané en 1794, il contenait son cœur) se situe dans l'église de Crillon (Oise) .
Le 17 décembre 1711, le père de La Rue, jésuite, prononça son oraison funèbre dans l'église des Minimes de la place Royale, à Paris.

### Distinction
- Chevalier de l'Ordre du Saint-Esprit (1692)[7]

### Iconographie
Un premier portrait de Louis François de Boufflers, avant qu'il ne soit nommé maréchal, est réalisé par le graveur Nicolas Arnoult vers 1692 le représentant une lance à la main.
Le portrait du maréchal de Boufflers a été peint par Hyacinthe Rigaud en 1694 contre 500 livres : « Monsr le maréchal de Boufflers [Bouflers] ». Selon Joseph Roman, l’original était en possession de Victor Brinquant à Paris en 1919 et se trouve désormais dans une collection privée en Haute-Loire.
L'effigie a été gravée par Claude Duflos dans un ovale, en buste à droite avec la lettre suivante : LUDOVICUS FRANCISCUS DUX DE BOUFFLERS GALLIAE MARESCALLUS. Sur le plat du socle, à droite : C. Duflos sculp. Plusieurs autres gravures existent dont une de Simon Thomassin en 1701. Certains exemplaires portent la date de 1707.
Le portrait que fit Rigaud du duc, qui précède d’ailleurs de peu celui du comte de Thieux  (celui-ci simplement estimé à 140 livres) et dont la gravure de Duflos ne nous donnait qu’une idée tronquée (port de tête, bras tendu vers l’extérieur, armure…) nous a été révélé il y a peu par la réplique de l’atelier de Rigaud que nous avons retrouvée. De grande taille (ce qui explique les 500 livres), elle reproduit une posture que l’on retrouve avec variantes dans le portrait du marquis de Flamarens et dans celui de Marc de Beauvau-Craon : dans un intérieur, pris aux genoux, tenant un bâton de commandement posé sur une table où un casque trône. À droite, un drapé apparaît. C’est sans doute à l’occasion de sa nomination comme maréchal de France que le duc sollicite le peintre. La gravure de Duflos semble pouvoir être datée de 1703, date à laquelle Boufflers est fait chevalier de la toison d’or espagnole car la distinction est absente de la toile. Malgré la présence du cordon bleu de l’ordre du Saint-Esprit sur la toile, il semble qu’il faille attribuer cette distinction à son fils, Joseph-Marie, qui l’obtint le 1er janvier 1744. Ce rajout évident est donc probablement une erreur. Boufflers profite d’ailleurs de son passage chez Rigaud pour lui commander (600 livres en 1698) une copie du portrait de Louis XIV en pied (dans sa version de 1694 et une en buste valant 140 livres. En 1701, Boufflers offre à nouveau 600 livres à Rigaud pour un portrait de Philippe V d'Espagne qui lui avait obtenu le collier de l'Ordre de la Toison d'or.
Un portrait à l'huile sur toile du maréchal de Boufflers, de 117 × 89 cm, présenté comme « …une reprise du portrait (…) par Rigaud, aujourd'hui perdu… » est passé en vente publique à Drouot le 18 décembre 2017, par le ministère de l'étude Collin du Bocage (expert René Millet).
Une tapisserie (hauteur : 4,55 m - largeur : 5 m), tissée à la manufacture de Beauvais à partir de 1708, et signée Philippe Béhagle fils, représente toutes les distinctions du maréchal de Boufflers. Elle est aujourd’hui la propriété du musée Gramont de Bayonne.

## Armoiries
| Figure | Blasonnement                                                                              |
|        | D'argent, à trois molettes de gueules, 2 et 1, acc. de neuf croix recroisettées du même,. |

En janvier 1705, Louis XIV autorise le maréchal de Boufflers à porter sur l’écusson de ses armes les étendards de colonel général des dragons et les drapeaux de colonel des gardes françaises.